# Lobelia wollastonii
Lobelia wollastonii là loài thực vật có hoa trong họ Hoa chuông. Loài này được Baker f. mô tả khoa học đầu tiên năm 1908.